# موترة (ريمة)

تعديل مصدري - تعديل

قرية موتره

هي إحدى قرى عزلة المخلاف الواقعة ضمن مديرية مزهر التابعة لمحافظة ريمة، بلغ تعداد سكانها (509) نسمة حسب تعداد اليمن لعام 2004.

## المحلات التابعة للقرية
- هرم
- الشرف
- برحون
- محلب
- المنضوره
- الدار
- العنف
- رحبه
- ربض

## روابط خارجية
- الدليل الشامــل